# Андрущенко Володимир Микитович
Володи́мир Мики́тович Андру́щенко (нар. 28 липня 1904, Ніжин — пом. 17 березня 1977, Одеса) — український радянський живописець; член Спілки радянських художників України з 1938 року.

## Життєпис
Народився 15 [28] липня 1904 року в місті Ніжині, Ніжинського повіту Чернігівської губернії Російської імперії (нині Чернігівська область, Україна). Працював у Білорусії, на заводах на Донбасі та у Бердянську.
Упродовж 1927—1931 років навчався у Одеському художньому інституті, де його викладачами були зокрема Павло Волокидін, Данило Крайнєв, Теофіл Фраєрман.
Протягом 1931—1934 років викладав малювання у середніх школах Одеси; у 1935—1938 роках працював у художньо-скульптурних майстернях; у 1938—1941 роках викладав технічне малювання у мукомольному і індустріальному інститутах Одеси.
Брав участь у німецько-радянській війні, нагороджений орденом Червоної Зірки, медалями. З 1948 року викладав малювання в художніх школах Одеси. Член ВКП(б) з 1949 року.
У 1953—1957 роках обіймав посаду директора Одеської картинної галереї. Жив в Одесі, в будинку на вулиці Червоної Гвардії, № 2, квартира № 1. Останні роки свого життя працював у Художньому фонді. Помер в Одесі 17 березня 1977 року.

## Творчість
Працював у галузі станкового живопису, писав портрети, пейзажі. Серед робіт:
- «Портрет академіка Отто Шмідта» (1935);
- «Челюскінська епопея» (1936);
- «Партизанський загін капітана Бадаєва» (1946; Одеський історико-краєзнавчий музей);
- «Прикордонні катери в морі» (1947);
- «По ворогу» (1947);
- «У розвідці» (1948);
- «Відбудова Одеського порту» (1949);
- «Лов риби» (1949);
- «Максим Горький на березі Чорного моря» (1950—1951);
- «Найкращі водолази Одеського порту» (1950—1951);
- «Портрет водолаза Коваленка» (1950—1951);
- «Портрет космонавта Титова» (1950—1951);
- «Кращі водолази Одеського порту» (1951);
- «Водолаз М. В. Василенко» (1957).

Брав участь у республіканських виставках з 1935 року.